# 賀茂川 (イラストレーター)
賀茂川（かもがわ）は、日本のキャラクターデザイナー、イラストレーター。東京都在住。年齢・性別非公表。

## 人物・経歴
京都生まれ京都育ち。芸術に親しんでいた叔母、絵描きだった母親、写生を趣味とする厳格な祖母の下で育てられた。
20歳で漫画家アシスタントの職に就き背景などを描いていたが、アシスタントを辞めた後およそ10年間『ゲーメスト』『月刊アルカディア』のライター、古着屋の店員、輸入家具の販売員、飲食店員など絵とは関係のない仕事を転々とする。
その後pixivを見始めたことをきっかけに2011年に絵の勉強を開始、その半年後2012年にイラストレーターとしてプロデビューを果たす。同年にpixivで開催された「サントリー C.C.レモン擬人化イラストコンテスト」で入賞。
その豊富な職種経験を活かし、幅広い層を対象としたキャラクターデザインを手掛けている。

## 特徴
絵を描く上では五感を重要視しており、人物がいる場所の空気を含めて絵にしたいと語っている。浮世絵やアニメーションの作画技法をヒントに、立体的な表現から脱却し、シンプルな線画・平面で構成的な絵を目指している。好きなイラストレーターにmebae、宇木敦哉、市川春子を挙げている。
ペイントソフトとしてCLIP STUDIO PAINT PRO、液晶ペンタブレットCintiq 24HD を利用している。

## エピソード
- ペンネームの由来は京都の賀茂川。幼少のころ休日ひとりでよく出かけてザリガニをとっていたことにちなむ[3]。
- バーチャファイターの大会で日本一になったことがある[5]。

## 主な作品

### キャラクターデザイン

#### 京都市交通局「地下鉄に乗るっ」プロジェクト内キャラクター[2][7]
詳細は「地下鉄に乗るっ#登場キャラクター」の項を参照。
- 太秦萌、松賀咲、小野ミサ 2013年～2014年
- 太秦その（京都学園大学とのコラボキャラクター） 2014年
- 烏丸ミユ（京都国際マンガミュージアムとのコラボキャラクター） 2014年[2]
- 太秦麗 2015年
- 小野陵、十条タケル 2016年
- 伊勢京香（ジェイアール京都伊勢丹とのコラボキャラクター） 2017年[2]
- 北山駆、二条葵（京都市消防局とのコラボキャラクター）2017年～2018年[2]
- 四条みやび（大丸京都店とのコラボキャラクター）2018年[2]
- 京乃つかさ（京都市広報キャラクター）2021年

#### モバイルファクトリー「ステーションメモリーズ!」ゲーム内キャラクター[2][7]
詳細は「ステーションメモリーズ!#登場キャラクター」の項を参照。「地下鉄に乗るっ」とのコラボキャラクターは上記と重複するため除外。
- 2014年
  - 為栗メロ
  - 新阪ルナ
  - 恋浜みろく
  - 天下さや
  - 象潟いろは
  - 汀良いちほ
- 2015年
  - 八雲レーノ
  - 賢島エリア
- 2016年
  - 木古内さいか
  - 豊栄なほ
- 2017年
  - 浦佐ノア
  - 雪ミク
  - 岩国みづほ
  - 嵯峨野もみじ
- 2018年
  - 角館あけひ
  - エルミーヌ・ワロン
- 2019年
  - 上ノ山ゆのか
  - 品川めぐる

#### その他
- オートウェイ“世界一カワイイ?タイヤ商品WEBサイト”いきなりBAN 「伴なるみ」 2014年[2][8]
- スポーツランドSUGO イメージキャラクター 「Aya」「Kako」「Rui」 2014年
- ディスカヴァー・トゥエンティワン NOVELiDOL（ノベライドル）「文野はじめ」 2014年[2][9]
- 京都市選挙管理委員会 選挙啓発キャラクター「京野みく」 2015年
- 島津ビジネスシステムズ 「お天気時計」 ゲーム内キャラクター「桜庭ひなた」「南雲りさ」「雨宮さゆり」「寒咲つぼみ」 2015年[2]
- ヘソプロダクション「駅ナカで会いましょう。」プロジェクト内キャラクター「西本いくの」「葛西くるの」 2018年～2019年[2][10]、「山陰寺ひかり」2021年[11][12]
- お花屋男子「日吉夏生」2019年[2]
- セガゲームス 「BORDER BREAK」 ゲーム内キャラクター「ミチル」「ユイ」 2019年
- DTS WEST AI FAQソリューション「kotosora」 キャラクター「古都そら」2020年[13]
- ダイハツ スマートフォンアプリ「普通自動車　運転免許学習　ベトナム語対応」アプリ内キャラクター 2021年[14]
- NHK放送技術研究所 公式キャラクター「ラボちゃん」3Dモデル 2022年

### 広告・販促イラスト
- フェリシモ 「三人のアリス」2015年[2][7]
- ゴルフダイジェスト社 「2015ゴルフダイジェスト・ジャパンジュニアカップ」 2015年
- クリプトン・フューチャー・メディア 「マジカルミライ2015」 初音ミク 2015年[2]
- pixiv 「CREATIVE DRINK PIXIV DORADO」 2016年[2][7]
- SHASHAMIN 「ニコ穴タップさん」「スキャナータップさん」 2016年[2][7]
- 華道家元池坊 「花の甲子園2016」 2016年[2][7]
- 日本郵便 「年賀状トレード」年賀状イラスト 2016年、2017年[2]
- 海洋堂 ワンダーフェスティバル 「ワンダちゃんNEXT DOORプロジェクト FILE:03」 2017年[2][15]
- ロート製薬 メンソレータム 「ひとりひとりのリトルナース」 2017年[2]
- クリプトン・フューチャー・メディア 「雪ミク2017」 2017年[2]
- ダイハツ×初音ミク 「ムーヴ キャンバス」 2017年[2]
- 富士通 「arrows Tab F02K」 arrows Tab × pixiv 十人十色展 2018年[2]
- 日本車いすフェンシング協会 「IWAS車いすフェンシングワールドカップ京都大会」 2018年[2]
- 移動する竹村商店 ショッパー 2018年[2]
- NewDays KIOSK 「ナツキタ2019 北海道フェア」 2019年
- 日本呼吸療法医学会 「第42回日本呼吸療法医学会学学術集会」 2019年[2]
- ピアプロキャラクターズ「Creators Party 3rd」書き下ろしイラスト 2022年[16]

### 書籍・雑誌
- にゃお 『魔人勇者（自称）サトゥン』シリーズ 双葉社〈モンスター文庫〉、2014年～2015年
- 幹 『「地下鉄に乗るっ」シリーズ　京・ガールズデイズ　～太秦萌の九十九戯曲～』シリーズ 講談社〈講談社ラノベ文庫〉、2015年～2016年[2]
- 児玉雨子 「模像系彼女しーちゃんとX人の彼」KADOKAWA 『月刊ニュータイプ』 連載、2016年～[2][7]
- 伊藤由佳理編著 『研究するって面白い！―科学者になった11人の物語』岩波書店〈岩波ジュニア新書〉、2016年[2]
- 渡辺優 『地下にうごめく星』集英社、2018年[2]
- 望月麻衣 『太秦荘ダイアリー』 双葉社〈双葉文庫〉、2018年[17]
- 中澤篤史・内田良 『「ハッピーな部活」のつくり方』岩波書店〈岩波ジュニア新書〉、2019年
- 令和2年度版小学校英語教科書『ONE WORLD Smiles』5年・6年 教育出版 2020年
- 半田畔 『ひまりの一打』 集英社〈集英社文庫〉、2021年

### 音楽
- かせきさいだぁ≡『かせきさいだぁのアニソング！！バケイション！』販促ステッカーデザイン 2012年[2]
- 大木ハルミ「クラスメイト」イラストカード 2014年
- 大木ハルミ PR用キャラクター 2013年[2]
- 大木ハルミ「sakura」PV用素材 2014年[2]
- みきとP「Hoi」MV素材 2016年[2][7]
- EXIT TUNES PRESENTS Vocaloseasons feat. 初音ミク ジャケットデザイン 2017年[2]
- わーすた 漫画家・イラストレーターコラボ企画 2017年[2]
- bassy feat.茶太 「続・現代ポップスC」ジャケットデザイン 2019年
- プロジェクトセカイシリーズ
  - 『magic number』MVイラスト 2021年
  - 『相生』MVイラスト 2023年
- るんこ『Casket』アナザージャケット 2022年

### 映画
- 『岬のマヨイガ』キャラクターデザイン原案 2021年[18]

### コンテスト
- pixiv × サントリー主催オランジーナ擬人化イラストコンテスト優秀賞 2012年[2]
- pixiv × サントリー主催C.Cレモン擬人化イラストコンテスト入賞 2013年[2]

## 展覧会

### 個展
- イラストレーター・賀茂川－イロドラレルモノタチ－展 京都国際マンガミュージアム 2019年

### 作品出展
- 初音ミク×手塚治虫展－冨田勲が繋いだ世界－ 手塚治虫記念館 2017年 （初音ミク×ふしぎなメルモ）
- KYOTO NIPPON FESTIVAL 2019『現代版 北野天神縁起絵巻 文子託宣』[19][20] 北野天満宮 2019年
- EX-VISIONS by pixiv[21] 西武百貨店池袋本店 2020年